# Милан Грол
Милан Грол (Београд, 31. август/12. септембар 1876 — Београд, 3. децембар 1952) био је српски и југословенски књижевник и политичар. Грол је био председник Демократске странке од 1940. године, дугогодишњи драматург и управник Народног позоришта у Београду.
Био је министар просвете 1928−1929. године. После пуча 27. марта 1941. године постаје министар социјалне политике и народног здравља, у избеглиштву постаје министар саобраћаја 1941−1943. и потом министар иностраних послова 1943. Од 7. марта до 24. августа 1945. године потпредседник Привремене владе ДФЈ Јосипа Броза Тита.
На челу Демократске странке приликом бојкота избора за Уставотворну скупштину ДФЈ 1945.

## Биографија
Рођен је од оца Стевана и мајке Јулке, рођене Бурмаз. Дипломирао је 1899. године на Филолошко-литерарном одсеку Филозофског факултета у Београду, а потом студирао две године у Паризу књижевност и позориште.
Ради као драматург у Народном позоришту од 1903. до 1906. године, потом предаје француски језик у Првој гимназији, а 1909. године бива постављен за управника Народног позоришта у Београду. У току Првог светског рата обавља дужност шефа српског Прес-бироа у Женеви. После рата се враћа на место управника Народног позоришта, где остаје све до 1924. године. Тада је постављен на место подсекретара у Министарству иностраних дела, а затим и на место амбасадора Краљевине Срба, Хрвата и Словенаца у Турској.
За посланика у Народној скупштини Краљевине је изабран 1925. на листи Демократске странке. Три године касније постао је и министар просвете, а на тој дужности остаје до јануара 1929. године. По престанку министарског мандата организује оснивање Коларчевог народног универзитета, на чијем челу је био од оснивања до почетка Другог светског рата.
До 1943. године био члан Југословенске краљевске владе у емиграцији у Лондону, а после споразума Тито-Шубашић у марту 1945. као потпредседник ушао у Владу Демократске Федеративне Југославије у којој је био до августа исте године.
Милан Грол почиње августа 1945. године отворену борбу против комуниста својим недељним листом „Демократија“, али који се убрзо затвара јер су синдикати одбили да њихови чланови штампају тај лист. Демократској странци је убрзо забрањен рад, а известан број омладинаца наставља илегално да делује. Међутим, убрзо су скоро сви похапшени и послати на дугогодишње робије (међу њима и Борислав Пекић).
Милан Грол је био председник Демократске странке од 1940. до 1946. године.
У браку са Љубицом (1884—1929), ћерком Мите Ракића, имао је сина Војислава (1911—1987), правника, и ћерку Милојку.

## Дела
Милан Грол је поред низа књижевних есеја и политичких чланака преводио с француског либрета за оперу, а написао је и књиге:
- „Позоришне критике“
- „Из предратне Србије, утисци и сећања о времену и људима“[4]
- „Из позоришта предратне Србије“
- „Лондонски дневник“
- „Искушења демократије“
- „Кроз две деценије Југославије“

## Галерија
- Поштанска марка СЦГ 2005. са ликом Милана Грола
- Прва седница Главног одбора Демократске странке под председништвом новоизабраног шефа Милана Грола, фебруара 1940. На столу посмртна маска Љубомира Давидовића.
- Милан Грол (други здесна) као члан владе Краљевине Југославије у избеглиштву у Лондону
- Милан Грол (први ред лево) као потпредседник Министарског савета Демократске Федеративне Југославије под председништвом Јосипа Броза Тита, Београд, 7. март 1945.